# Ursula Zeller
Ursula Zeller (* 1958 in Ehingen (Donau)) ist eine deutsche Kunsthistorikerin und Museumsleiterin.

## Leben und Wirken
Ursula Zeller studierte von 1977 bis 1982 Germanistik, Geschichte und Kunstgeschichte an der Universität Tübingen. Danach arbeitete sie für den Museumspädagogischen Dienst Stuttgart und für die museumspädagogische Abteilung der Staatsgalerie Stuttgart. Für 1984 bis 1986 erhielt sie ein Promotionsstipendium der Studienstiftung des deutschen Volkes und wurde 1987 mit der Arbeit Die Frühzeit des politischen Bildplakats in Deutschland 1848–1918 an der Universität Tübingen promoviert. 1987/1988 war sie Postdoktorandin der Getty-Foundation am Institute of Fine Arts der New York University.
1988 bis 1990 absolvierte sie ein Volontariat an der Staatsgalerie Stuttgart und war von 1990 bis 1995 stellvertretende Leiterin der Galerie der Stadt Stuttgart. 1995 wurde sie Leiterin der Abteilung Kunst am Institut für Auslandsbeziehungen Stuttgart, von 2008 bis 2014 war sie als Nachfolgerin von Wolfgang Meighörner Leiterin des Zeppelin Museums Friedrichshafen, ihre Nachfolgerin wurde Claudia Emmert. Von 2014 bis zu ihrer Pensionierung 2022 war sie Direktorin des Museums für Ernährung „Alimentarium“ in Vevey, Schweiz. Sie ist Mitglied des Stiftungsrates der Kunststiftung der ZF Friedrichshafen.
Ursula Zeller konzeptioniert und organisiert Ausstellungen und Symposien zu den Themen Kunst und Kunstvermittlung, Kunstaustausch und Biennalen, unter anderem für das Goethe-Institut. Sie veröffentlicht Beiträge zur zeitgenössischen Kunst und ist Herausgeberin oder Mitherausgeberin von Katalogen und Sammelwerken.
Ursula Zeller lebt in La Tour-de-Peilz.

## Schriften
- Die Frühzeit des politischen Bildplakats in Deutschland (1848–1918). Dissertation. Universität Tübingen 1987. Ed. co., Ed. Cordeliers, Ed. Cadre, Stuttgart 1988, ISBN 3-89216-015-5.
- Christoph Freimann. Skulpturen 1990–1995. Text Ursula Zeller. Hatje Cantz, Ostfildern 1996, ISBN 3-89322-809-8.
- Das Bild der Wirklichkeit als das Offenbare. In: Barbara Klemm: Helldunkel. Fotografien aus Deutschland. Verlag für Moderne Kunst, Nürnberg 2010, ISBN 978-3-86984-031-4, S. 10–15.

Herausgeberschaft
- mit Johann-Karl Schmidt: Rolf H. Krauss. Sukzessionen 1973–1981. Ausstellungskatalog. Cantz, Ostfildern 1994, ISBN 3-89322-634-6.
- mit Johann-Karl Schmidt, Tijs Visser: Jan Fabre: Der Leimrutenmann. Cantz, Ostfildern 1995, ISBN 3-89322-751-2.
- Kunst und Kunstvermittlung in Mittel- und Osteuropa. Institut für Auslandsbeziehungen, Stuttgart 1999.
- Die deutschen Beiträge zur Biennale Venedig 1895–2007. DuMont, Köln 2007, ISBN 978-3-8321-9016-3.
- mit Dirk Blübaum, Rainer Stamm: Elfriede Lohse-Wächtler. 1899–1940 Wasmuth, Tübingen/Berlin 2008, ISBN 978-3-8030-3328-4.
- Johann Heinrich Schönfeld. Welt der Götter, Heiligen und Heldenmythen. DuMont, Köln 2009, ISBN 978-3-8321-9243-3.
- mit Frank-Thorsten Moll: Anton Stankowski. Fotografie. Das Wunderhorn, Heidelberg 2012, ISBN 978-3-88423-420-4.
- Graf Zeppelin zum 175. Geburtstag. Gessler, Friedrichshafen 2013, ISBN 978-3-86136-180-0.
- mit Claudio Hils: Greser & Lenz. Das ist ja wohl ein Witz! Das Wunderhorn, Heidelberg 2014, ISBN 978-3-88423-468-6.
- Zero. Zwischen Himmel und Erde. Das Wunderhorn, Heidelberg 2015, ISBN 978-3-88423-502-7.